# Succès Masra
Succès Masra (em árabe: سوكسيه ماسرا; nascido em 30 de agosto de 1983) é um economista e político chadiano. Tendo trabalhado anteriormente para o Banco Africano de Desenvolvimento, em 2018 fundou o Les Transformateurs, um partido político que se tornou parte da oposição contra o ex-presidente do Chade, Idriss Déby, e, após a morte de Déby em 2021, ao Conselho Militar de Transição. Masra vive exilado nos Estados Unidos desde os protestos chadianos de 2022, embora em 2023 tenha declarado a sua intenção de regressar antes do referendo constitucional de 2023. Entre janeiro e maio de 2024, Succès Masra foi primeiro-ministro do Chade.